# Puntius tambraparniei
Puntius tambraparniei är en fiskart som beskrevs av Silas, 1954. Puntius tambraparniei ingår i släktet Puntius och familjen karpfiskar. IUCN kategoriserar arten globalt som starkt hotad. Inga underarter finns listade i Catalogue of Life.